# Strada mezinului (film)
Strada mezinului (titlul original: în rusă Улица младшего сына, transliterat: Ulița mladșego sîna) este un film dramatic sovietic (R.S.S. Belarusă), bazat pe romanul omonim a lui Lev Kassil și Max Poleanovski. Filmul este dedicat destinului eroului-pionier Volodea Dubinin și a fost realizat în 1962 de regizorul Lev Golub, protagoniști fiind actorii Aleksandr Kornev, Evgheni Bondarenko, Tatiana Kresik și Boris Bitiukov.

## Distribuție
- Aleksandr Kornev – Volodea Dubinin
- Evgheni Bondarenko – Vanea
- Tatiana Kresik – Svetlana
- Boris Bitiukov – Zeabrev
- Pavel Pekur – Lazarev
- Ivan Șatillo – comisarul Kotlo
- Valentin Cerneak – Liubkin
- Zinaida Dehtteareva – mama lui Volodea
- Boris Kordunov – tatăl lui Volodea
- Liubov Korneva – Valea
- Roman Filippov – unchiul Iașa
- Valentin Grudinin – Grițenko
- Anna Frolovna Pavlova – soția lui Grițenko
- Valentina Ușakova – învățătoarea Iulia Lvovna
- Vladimir Martînov – Gheorghi Petrovici
- Evgheni Grigoriev – Lankin, miner
- Vitold Ianpavlis – căpitanul
- Gleb Glebov – miner

## Premii
- Premiu special pentru Lev Golub „pentru munca la un film pentru copii” la Festivalul de film al Republicilor Baltice și Belarus.